# 阿基里斯希爾山
64°30′S 63°38′W / 64.500°S 63.633°W
阿基里斯希爾山（英語：Achilles Heel）是南極洲的山峰，位於帕默群島的昂韋爾島，屬於亞該亞山脈的一部分，海拔高度915米，現時由南極條約體系管理。